# New Media Journalism Award
Der New Media Journalism Award wird seit 2006 jährlich vom Österreichischen Journalisten Club (ÖJC) für hervorragende journalistische Leistungen im Bereich Online-Journalismus vergeben. 
Der Österreichische Journalisten Club zeichnet damit Online-Publikationen wie etwa Blogs oder Websites aus, die gleichermaßen durch innovative technische wie auch kreative Lösungen herausragen sowie gesellschaftliche Debatten durch exzellenten Online-Journalismus bereichern. Die Auszeichnung wird alle zwei Jahre (in alternierendem Rhythmus zum Dr. Karl Renner Publizistikpreis) vergeben.
2020 wurde die Verleihung aufgrund der COVID-19-Pandemie ausgesetzt.

## Preisträger
| Jahr | Preisträger |
| ---- | --- |
| 2006 | Georg Holzer |
| 2007 | Helmut Spudich |
| 2008 | Gerald Reischl |
| 2009 | laola 1 |
| 2010 | biber |
| 2011 | Supertaalk |
| 2012 | paroli |
| 2012 | Team 10 der deutschen Axel-Springer-Akademie (Ehrende Anerkennung)                                                                                             |
| 2013 | Futurezone |
| 2013 | über.morgen (Nachwuchspreis) |
| 2013 | boerse.ARD.de (Hessischer Rundfunk) (Ehrende Anerkennung) |
| 2014 | ORF TVthek |
| 2014 | mokant.at (Nachwuchspreis) |
| 2014 | Christof Gertsch & Team (Neue Zürcher Zeitung) (Ehrende Anerkennung)                                                                                           |
| 2015 | Vice Austria |
| 2015 | Thomas Puchinger (Nachwuchspreis) |
| 2015 | Projektteam „Stumme Zeitzeugen“ der Hochschule der Medien in Stuttgart, Fachrichtung Crossmedia-Redaktion (Ehrende Anerkennung)                                |
| 2016 | Robert Ziffer-Teschenbruck |
| 2016 | Projekt "zbEichgraben" (Nachwuchspreis) |
| 2016 | Marcus Pfeil (Ehrende Anerkennung) |
| 2017 | Verleihung ausgesetzt |
| 2018 | Verleihung ausgesetzt |
| 2019 | Projektteam: Matthias LEITNER, Markus KÖBNIK und Eva DEINERT für das Vorbildprojekt für moderne, digitale Dialognutzung „Ich Eisner!“ vom Bayerischen Rundfunk |
| 2020 | Verleihung ausgesetzt |
| 2021 | BR, SWR, Sommerhaus-Film für den Instagram-Kanal „Ich bin Sophie Scholl“                                                                                       |
| 2022 | Redaktionsteam MOMENTUM.AT |